# Marcos Assunção
Marcos dos Santos Assunção (Caieiras, 25 de julho de 1976) é um ex-futebolista brasileiro que atuava como volante. Atualmente é diretor executivo do Água Santa.
É primo do ex-futebolista hispano-brasileiro Marcos Senna.

## Carreira

### Início
Iniciou a sua carreira atuando pelas categorias de base do Rio Branco de Americana, quando tinha apenas dezessete anos de idade. Habilidoso e dono de um forte chute e também foi considerado um dos maiores batedores de faltas da história por muitos, contabilizando 72 gols de falta em sua carreira e sendo o quarto jogador com mais gols de falta na história do futebol. Marcos pouco ficou no Rio Branco, e aos dezoito, foi chamado para defender o Santos, seu primeiro clube como profissional e time para qual torcia na infância.

### Santos
Foram dois anos atuando pelo Santos, clube que acabou o projetando nacionalmente, e oferecendo a primeira chance de Marcos como jogador da Seleção Brasileira, mas em 1998, ao fim do Campeonato Paulista, o jogador foi trocado, juntamente com Caio, pelos jogadores Athirson e Lúcio para o Flamengo, que à época era presidido por Kléber Leite.

### Flamengo
Já selecionável, Marcos chegou a Gávea com status de revelação. Jogou no meio-campo ao lado de Zé Roberto e, em pouco tempo, muito em virtude dos gols feitos, em sua maioria através de potentes chutes de falta, ganhou a simpatia do torcedor rubro-negro.
Foram, ao todo, nove meses na Gávea. Tempo suficiente para Marcos Assunção eleger a sua passagem pelo Flamengo como uma das mais marcantes da sua carreira, apesar de não ter ganho nenhum título.

### Roma e Betis
Marcos retornou ao Santos e posteriormente seguiu para a Roma, da Itália, onde jogou ao lado do também ex rubro-negro Aldair, e marcou época conquistando um Campeonato Italiano e uma Supercopa da Itália.
Depois da Roma, Marcos foi contratado pelo Betis em 2002, onde ficou até 2007 e fez história com suas cobranças de falta magníficas.

### Emirados Árabes
Após cinco anos, transferiu-se para os Emirados Árabes para defender o Al-Ahli. Dentro do próprio país árabe, porém, Marcos Assunção mudou de clube em meados de 2008, quando foi para o Al-Shabab.

### Barueri
Retornou ao seu país natal em 2009, sendo anunciado pelo Grêmio Barueri no dia 9 de setembro.

### Palmeiras
Em 2010, Marcos Assunção foi contratado pelo Palmeiras. Teve boa atuação no dia 19 de agosto, na vitória por 3 a 0 contra o Vitória, pela Copa Sul-Americana, marcando um gol de falta nos últimos minutos de jogo e garantindo a classificação da equipe alviverde para as oitavas de final. Peça importante da equipe, o volante também foi importante no desempenho do Verdão no Campeonato Brasileiro. No dia 29 de setembro, na Arena Barueri, marcou dois gols de falta que garantiram a vitória por 2–0 contra o Internacional.
Por conta da precisão nas cobranças, Assunção vem sendo considerado um dos melhores batedores de falta do futebol brasileiro pela mídia especializada. Antes de suas cobranças, o jogador tem o ritual de deixar a língua de sua chuteira reta e seu meião arrumado. Segundo ele, se não for desta maneira, há uma dificuldade maior para a cobrança, pois a impressão é de que a bola seguirá para fora. Com o ritual feito, ele considera que as chances de gol são maiores. Ao todo, foram 31 gols com a camisa alviverde, sendo 23 gols de falta, seis com bola rolando, um de pênalti e um olímpico.
O jogador renovou com o Palmeiras em maio de 2011, assinando novo contrato válido até o fim de 2012.
No dia 25 de janeiro de 2012, contra a Portuguesa, em partida válida pelo Campeonato Paulista, Marcos Assunção completou cem jogos atuando pelo Palmeiras e usou uma camisa comemorativa com o numero 100. A partida terminou empatada em 1–1.
Ainda em 2012, Assunção comemorou seu primeiro titulo pelo Palmeiras: a Copa do Brasil, que teve o jogador como peça chave na campanha do clube e capitão. O gol do Palmeiras no empate de 1–1 com o Coritiba, na final da competição, foi fruto de uma falta de Assunção, escorada de cabeça para o fundo das redes pelo atacante Betinho. A conquista do título, o primeiro nacional do Palmeiras em 12 anos, fez de Assunção um dos principais ídolos da torcida palmeirense da atualidade, junto a jogadores como Henrique, Hernán Barcos e Jorge Valdivia.
Após o título, Assunção, aos prantos, disse que, em dois anos de Palmeiras, chegou a passar por humilhações até por parte da imprensa, que não acreditava no elenco alviverde.
Mesmo sendo um dos grandes destaques do time na temporada e jogando machucado em diversas oportunidades, Assunção não conseguiu evitar, no Campeonato Brasileiro de 2012, que o Palmeiras fosse rebaixado para a Série B do ano seguinte.
Em 6 de janeiro de 2013, após longas negociações, foi decidido que Assunção não renovaria seu contrato com o Palmeiras.
Após sua saída do verdão, Assunção disse que, para voltar a viver dias melhores, o clube precisa arrumar a casa internamente. Um dos principais problemas apontados pelo jogador como desestabilizador do ambiente é o vazamento de informações provenientes do vestiário. Mesmo assim, apesar das fortes conturbações, o futebolista de 36 anos afirmou que, em sua passagem de cerca de dois anos e meio, aprendeu a amar o alviverde.

### Retorno ao Santos
No dia 11 de janeiro de 2013, acertou com o Santos para a temporada, assinando um contrato de um ano com o Peixe. Sua contratação foi elogiada pelo treinador santista, Muricy Ramalho, que viu na sua chegada a possibilidade de "agregar" o elenco. Apesar de a temporada já ter iniciado, com o Santos estando, inclusive, já na quarta rodada do Paulistão, Assunção, por ainda não ter entrado oficialmente em campo pelo alvinegro, marcou presença no jogo-treino do clube diante do Audax Paulista, que terminou em vitória por 1–0. O volante, por sua vez, foi elogiado, obtendo boa presença nos passes e, como sempre se espera, nas bolas paradas.

### Figueirense
Teve a sua contratação confirmada pelo Figueirense no dia 10 de janeiro de 2014. Levantou um título pelo clube no dia 13 de abril, ajudando a equipe alvinegra a conquistar o Campeonato Catarinense.
Já no dia 30 de abril, após a demissão do técnico Vinícius Eutrópio, Assunção decidiu por rescindir o contrato junto ao Figueirense, contrariando sua vontade de encerrar a carreira no clube ao final da temporada.

### Portuguesa
Dois meses após deixar o Figueira, o jogador foi apresentado como novo reforço da Portuguesa no dia 30 de junho.

### Criciúma
Foi anunciado pelo Criciúma no dia 10 de agosto de 2015, chegando como esperança para o time na Série B. No entanto, o volante sofreu com uma lesão, perdeu muitos jogos e atuou em apenas três partidas pelo Tigre. Fora dos planos da diretoria, foi dispensado pelo clube no dia 19 de outubro.

### Sampaio Corrêa
Em 29 de março de 2016, teve a sua contratação oficializada pelo Sampaio Corrêa. Na apresentação, declarou que "não estava chegando para passear".

### Aposentadoria
Aos 39 anos, anunciou sua aposentadoria no dia 10 de maio de 2016.

## Seleção Nacional
Depois de dez oportunidades com a Seleção Brasileira, Assunção teve sua última atuação vestindo a Amarelinha em 2000, num jogo diante do Chile, pelas Eliminatórias da Copa do Mundo FIFA de 2002, quando, em Santiago, os brasileiros foram derrotados por 3–0. Dez anos depois, em 2010, o volante demonstraria mágoa a Galvão Bueno. Segundo Assunção, o narrador da TV Globo, após uma falta, teria o criticado acintosamente, crítica esta que minaria as suas possibilidades de prosseguir atuando pelo time pentacampeão mundial.

## Comentarista esportivo
Convidado especial em vários programas esportivos, Marcos Assunção foi anunciado em 18 de abril de 2022 como novo comentarista esportivo do Grupo Bandeirantes de Comunicação, atuando nas transmissões da Rádio Bandeirantes e na programação da Band.
Em 20 de junho de 2023, após pouco mais de um ano, o ex-jogador deixou o Grupo Band.

## Estatísticas
Atualizadas até 23 de agosto de 2014

### Clubes
| Clube             | Temporada         | Campeonato nacional | Campeonato nacional | Copa nacional[a] | Copa nacional[a] | Competições continentais[b] | Competições continentais[b] | Outros torneios[c] | Outros torneios[c] | Total | Total |
| Clube             | Temporada         | Jogos               | Gols                | Jogos            | Gols             | Jogos                       | Gols                        | Jogos              | Gols               | Jogos | Gols  |
| ----------------- | ----------------- | ------------------- | ------------------- | ---------------- | ---------------- | --------------------------- | --------------------------- | ------------------ | ------------------ | ----- | ----- |
| Palmeiras         | 2010              | 26                  | 6                   | 2                | 0                | 7                           | 4                           | 2                  | 0                  | 37    | 10    |
| Palmeiras         | 2011              | 34                  | 8                   | 6                | 1                | 2                           | 1                           | 18                 | 1                  | 60    | 11    |
| Palmeiras         | 2012              | 18                  | 2                   | 10               | 2                | 1                           | 0                           | 19                 | 6                  | 48    | 10    |
| Palmeiras         | Total             | 78                  | 16                  | 18               | 3                | 10                          | 5                           | 39                 | 7                  | 145   | 31    |
| Santos            | 2013              | 4                   | 0                   | 2                | 0                | 0                           | 0                           | 6                  | 0                  | 12    | 0     |
| Santos            | Total             | 4                   | 0                   | 2                | 0                | 0                           | 0                           | 6                  | 0                  | 12    | 0     |
| Figueirense       | 2014              | 2                   | 0                   | 0                | 0                | —                           | —                           | 13                 | 2                  | 15    | 2     |
| Figueirense       | Total             | 2                   | 0                   | 0                | 0                | —                           | —                           | 13                 | 2                  | 15    | 2     |
| Portuguesa        | 2014              | 5                   | 0                   | 0                | 0                | —                           | —                           | —                  | —                  | 5     | 0     |
| Portuguesa        | Total             | 5                   | 0                   | 0                | 0                | —                           | —                           | —                  | —                  | 5     | 0     |
| Total na carreira | Total na carreira | 87                  | 16                  | 20               | 3                | 10                          | 5                           | 50                 | 9                  | 177   | 33    |

¹Estão incluídos jogos e gols pelo Campeonato Paulista e amistosos.

## Títulos
Santos
- Torneio Rio–São Paulo: 1997
- Copa CONMEBOL: 1998

Roma
- Serie A: 2000–01
- Supercopa da Itália: 2001

Betis
- Copa do Rei: 2004–05

Al Ahli
- UAE President Cup: 2007–08

Palmeiras
- Copa do Brasil: 2012
- Troféu Gustavo Lacerda Beltrame: 2010
- AEGON AJAX Internacional Challenge: 2012 [33]

Figueirense
- Campeonato Catarinense: 2014

### Prêmios individuais
Grêmio Barueri
- FPF - Seleção do Campeonato Paulista: 2010

Palmeiras
- Troféu Mesa Redonda - Melhor Primeiro Volante do Campeonato Brasileiro: 2010
- Prêmio Craque do Brasileirão - 3° melhor volante esquerdo: 2010
- Bola de Prata: 2011
- FPF - Seleção do Campeonato Paulista: 2012
- CBF - Melhor Jogador da Copa do Brasil de 2012

Figueirense
- Melhor Volante do Campeonato Catarinense: 2014[34]